# Wiśniewo (gromada w powiecie zambrowskim)
Wiśniewo – dawna gromada, czyli najmniejsza jednostka podziału terytorialnego Polskiej Rzeczypospolitej Ludowej w latach 1954–1972.
Gromady, z gromadzkimi radami narodowymi (GRN) jako organami władzy najniższego stopnia na wsi, funkcjonowały od reformy reorganizującej administrację wiejską przeprowadzonej jesienią 1954 do momentu ich zniesienia z dniem 1 stycznia 1973, tym samym wypierając organizację gminną w latach 1954–1972.
Gromadę Wiśniewo z siedzibą GRN w Wiśniewie utworzono – jako jedną z 8759 gromad – w powiecie łomżyńskim w woj. białostockim, na mocy uchwały nr 18/V WRN w Białymstoku z dnia 4 października 1954. W skład jednostki weszły obszary dotychczasowych gromad Wiśniewo, Cieciorki, Gardlin i Grabówka ze zniesionej gminy Długobórz oraz Ćwikły Krajewo i Ćwikły Rupia ze zniesionej gminy Kołaki w tymże powiecie. Dla gromady ustalono 10 członków gromadzkiej rady narodowej.
13 listopada 1954 roku gromada weszła w skład nowo utworzonego powiatu zambrowskiego.
31 grudnia 1959 z gromady Wiśniewo wyłączono wsie Ćwikły Krajewo i Ćwikły Rupia włączając je do gromady Kołaki Kościelne, po czym gromadę Wiśniewo zniesiono włączając jej (pozostały) obszar do nowo utworzonej gromady Zambrów.